# سيرخيو غونتان
سيرخيو غونتان (بالإسبانية: Keko) (15 يونيو 1973 ببرشلونة في إسبانيا - ) هو لاعب كرة قدم إسباني في مركز الهجوم. لعب مع بوليديبورتيفو إيخيذو ونادي أوسبيتاليت ونادي تينيريفي ونادي ديبورتيفو طليطلة ونادي ساباديل ونادي كارتاخينا ونادي لاردة وCF Gavà ‏ ونادي تيراسا ‏ ونادي فيغيراس ‏ وEC Granollers ‏ ونادي سان أندرو.

## وصلات خارجية
- سيرخيو غونتان على موقع قاعدة بيانات كرة القدم.إي يو (الإنجليزية)